# Osmate
Osmate (lombardul: Usmaa) település Olaszországban, Varese megyében. Lakosainak száma 817 fő (2018. január 1.). Osmate Comabbio, Sesto Calende, Cadrezzate és Travedona-Monate községekkel határos.

## Népesség
A település népességének változása:

| 2017 | 820 |
| 2018 | 817 |